# Гадиловичи
Гади́ловичи (бел. Гадзі́лавічы) — деревня в Рогачёвском районе Гомельской области Беларуси. Административный центр Гадиловичского сельсовета.

## География

### Расположение
В 15 км на восток от районного центра и железнодорожной станции Рогачёв (на линии Могилёв — Жлобин), в 107 км от Гомеля.

### Гидрография
На реке Днепр и её притоке реке Углянка, на юге и востоке мелиоративный канал.

## Транспортная сеть
Транспортные связи по автодороге Рогачёв — Довск. Планировка состоит из прямолинейной улицы, ориентированной с юго-запада на северо-восток (вдоль автодороги), к которой присоединяются с юга криволинейная улица с переулками и с севера — 3 прямолинейные улицы.

## История
Обнаруженный археологами курганный могильник X—XII веков (124 насыпи, в 1,5 км на северо-запад от деревни) свидетельствует о заселении этих мест с давних времён. По письменным источникам известна с XVI века как деревня в Речицком повете Минского воеводства Великого княжества Литовского. Упоминается в 1756 году как деревня в Заднепровском войтовстве Рогачёвского староства.
После 1-го раздела Речи Посполитой (1772 год) находилась в составе Российской империи. Во время Отечественной войны 1812 года около деревни происходили столкновения французских войск с войсками под командованием русского генерала Ф. Ф. Эртеля. Через деревню проходили почтовые дороги, размещалась почтовая станция (5 коней), действовала паромная переправа через реку Днепр грузоподъёмностью до 400 пудов. По ревизии 1858 года — владение наследников покойного помещика Платона Войнич-Сяноженцкого (его жены и детей). В списке 1884 года обозначены Свято-Михайловская кирпичная церковь, почтовое отделение, винный магазин, школа (в 1889 году — 55, в 1907—102 ученика), мельница, хлебозапасный магазин, в Городецкой волости Рогачёвского уезда Могилёвской губернии. В церкви находилась икона, написанная в 1723 году Кузьмой Горой. Согласно переписи 1897 года действовали 2 магазина, 3 ветряные мельницы, круподёрка, 5 кузниц, трактир, народное училище, почтовое отделение, которое в 1907 году открыло приём телеграмм. В 1909 году работала библиотека при школе, 2532 десятины земли.
С 20 августа 1924 года — центр Гадиловичского сельсовета Рогачёвского района Бобруйского (до 26 июля 1930 года) округа, с 20 февраля 1938 года — Гомельской области. В 1930 году организован колхоз «13 лет Октября», работали нефтяная мельница, кузница, шерсточесальня. Во время Великой Отечественной войны действовала подпольная группа (руководитель — И. В. Гранкова). В октябре 1942 года партизаны разгромили созданный немецкими оккупантами гарнизон и освободили из лагеря группу советских военнопленных. В декабре 1943 года каратели сожгли 200 дворов и убили 9 жителей. Неподалёку в лесу находился лагерь, где жители прятались от преследований оккупантов. В боях за деревню и окрестности погибли 220 советских солдат (похоронены в братской могиле в центре деревни). Освобождена 28 ноября 1943 года. На фронтах и в партизанской борьбе погибли 214 жителей Гадиловичского сельсовета, память о них увековечивают обелиск и 2 стелы с именами погибших, установленные в сквере в 1967 году. Согласно переписи 1959 года — центр колхоза «Советская Беларусь». Расположены кирпичный завод, льнозавод, мельница, средняя школа, Дом культуры, библиотека, детский сад, фельдшерско-акушерский и ветеринарный пункты, отделение связи, столовая, 2 магазина.
В состав Гадиловичского сельсовета входили до 1966 года посёлки Турск, Шишов (в настоящее время не существуют).

## Население
- 1858 год — 72 двора, 550 жителей
- 1886 год — 106 дворов, 764 жителя
- 1897 год — 180 дворов, 1409 жителей (согласно переписи)
- 1909 год — 204 двора, 1736 жителей
- 1940 год — 235 дворов
- 1959 год — 1084 жителя (согласно переписи)
- 1996 год — 292 двора, 680 жителей[3]
- 2004 год — 269 дворов, 641 житель
- 2019 год — 223 двора, 498 жителей[4]

## Культура
- Гадиловичский сельский Дом культуры
- Вокальный ансамбль «Пяшчота» Гадиловичского сельского Дома культуры

## Достопримечательность
- Памятный знак 8-му офицерскому штрафному батальону 1-го Белорусского фронта (2017). Установлен на берегу Днепра[5][6].

## Известные уроженцы
- Н. И. Сафонова — Герой Социалистического Труда.
- Н. А. Филипова — Герой Социалистического Труда.